# Пышно (озеро)
Пы́шно (бел. Пы́шна) — озеро в Лепельском районе Витебской области Белоруссии. Из озера вытекает река Зеха (бассейн Уллы).

## География
Озеро Пышно располагается в 14 км к северо-западу от города Лепель, рядом с деревней Пунище.
Площадь зеркала составляет 0,34 км², длина — 1,4 км, наибольшая ширина — 0,43 км. Длина береговой линии — 3,46 км. Наибольшая глубина — 5,2 м, средняя — 3,2 м. Объём воды в озере — 1,08 млн м³. Площадь водосбора — 20,9 км².

## Морфология
Котловина лощинного типа, вытянутая с юго-запада на северо-восток. Склоны котловины преимущественно высотой 10—12 м, пологие, супесчаные, покрытые лесом. Северные и западные склоны существенно ниже, их высота не превышает 2—3 м. Береговая линия умеренно извилистая. У берегов формируются сплавины шириной от 5 до 17 м. На севере и юге есть свободные от сплавин песчаные участки берега, поросшие кустарником. Озеро окружено заболоченной поймой, также поросшей кустарником. Ширина поймы варьируется от 10—40 м до 700 м на юго-западе и северо-востоке.
Дно пологое, покрытое сапропелем. Песчаные участки мелководья присутствуют только вдоль северного и южного берегов. Наиболее глубокий участок отмечен в южной части озера, второй по глубине — в северо-восточной части.
Сапропель покрывает 75 % площади озёрной чаши. Его запасы составляют 1,1 млн м³, средняя мощность отложений — 3,5 м, максимальная — 5,5 м. Водородный показатель — 7,5, естественная влажность — 92 %, зольность — 41 %, тип — карбонатный. Содержание в сухом остатке: азота — 2,4 %, окислов алюминия — 0,7 %, железа — 0,8 %, кальция — 16,4 %, калия — 0,2 %, фосфора — 0,5 %. Сапропель может использоваться для понижения кислотности почв либо как минеральная добавка к корму для скота.

## Гидробиология
Минерализация воды составляет 240—270 мг/л, прозрачность — 3 м. Озеро эвтрофное, слабопроточное. На северо-западе впадает ручей из озера Долгое. На юго-западе впадает ещё один ручей. На северо-востоке вытекает река Зеха. Ниже по течению Зехи расположено озеро Заболотье.
Озеро существенно зарастает. До 73 % его площади покрывает разнообразная растительность: аир, хвощ, тростник, камыш, кувшинки, харовые водоросли.
В воде обитают лещ, щука, окунь, плотва, линь, карась, краснопёрка. По берегам живут бобры.